# Russell Andrews
 (août 2012).
Si vous disposez d'ouvrages ou d'articles de référence ou si vous connaissez des sites web de qualité traitant du thème abordé ici, merci de compléter l'article en donnant les références utiles à sa vérifiabilité et en les liant à la section « Notes et références ».
Pour les articles homonymes, voir Andrews.
Russell Andrews est un auteur américain de thriller. 

## Biographie
En fait deux auteurs se cachent derrière ce pseudonyme composé du deuxième prénom de chacun d'eux : Peter Russel Gethers et David Andrew Handler  Ils ont ensemble écrit des scénarios de télévision et de cinéma.

- Peter Gethers, qui vit à New-York, né en 1955, a écrit plusieurs livres humoristiques dont Le chat qui dînait chez Maxim's et travaille comme éditeur  à Random House (société d'édition new-yorkaise).
- David Handler, qui vit à Old Lyme (Connecticut), est le créateur d'une série de romans policiers dont le héros est un écrivain dandy doublé d'un détective amateur.

## Œuvres
Russell Andrews a publié les romans:
- Vertiges
- L'Affaire Gideon, Presses de la Cité, 2000,  (ISBN 978-2-7441-3559-0) (Titre original : Gideon. Peter Gethers and David Handler, 1999)
- Aphrodite (2003)

Tous ses derniers romans sont des best-sellers.